# Аарон Крессвелл
Аарон Крессвелл (англ. Aaron Cresswell, нар. 15 грудня 1989, Ліверпуль) — англійський футболіст, лівий захисник клубу «Вест Гем Юнайтед».
Виступав за національну збірну Англії.

## Клубна кар'єра
Народився 15 грудня 1989 року в місті Ліверпуль. Вихованець юнацьких команд футбольних клубів «Ліверпуль» та «Транмер Роверз».
Шлях у дорослому футболі починав 2008 року у Першій футбольній лізі, третьому англійському дивізіоні, виступами за основну команду «Транмер Роверз», в якій провів три сезони. Більшість часу, проведеного у складі «Транмер Роверз», був основним гравцем захисту команди.
Своєю грою за цю команду привернув увагу представників тренерського штабу команди «Іпсвіч Таун» з другого дивізіону, до складу якого приєднався 2011 року. Відіграв за команду з Іпсвіча наступні три сезони своєї ігрової кар'єри. Граючи у складі «Іпсвіч Тауна» також здебільшого виходив на поле в основному складі команди.
3 липня 2014 року уклав п'ятирічний контракт з «Вест Гем Юнайтед», у складі якого дебютував у Прем'єр-лізі. Відразу став основним гравцем на лівому фланзі захисту лондонської команди, відігравши усі 38 матчів чемпіонату в сезоні 2014/15. Тож вже влітку 2015 року подовжив термін угоди з клубом до літа 2020 року. Протягом наступних сезонів залишався стабільним гравцем основного складу «Вест Гема».

## Виступи за збірну
Наприкінці 2016 року дебютував в офіційних матчах у складі національної збірної Англії. Наступного року взяв участь ще у двох іграх головної англійської збірної.
| Дата       | Місто    | Господарі | Результат | Гості   | Турнір            | Голи | Примітки |
| ---------- | -------- | --------- | --------- | ------- | ----------------- | ---- | -------- |
| 15-11-2016 | Вемблі   | Англія    | 2 – 2     | Іспанія | товариський матч  | -    | 79'      |
| 13-6-2017  | Сен-Дені | Франція   | 3 – 2     | Англія  | товариський матч  | -    | 79'      |
| 8-10-2017  | Вільнюс  | Литва     | 0 – 1     | Англія  | Відбір до ЧС 2018 | -    |          |
| Усього     |          | Матчів    | 3         |         | Голів             | 0    |          |

## Титули та досягнення
- Переможець Ліги конференцій УЄФА (1):

«Вест Гем Юнайтед»: 2022–23